# خیابان پارک
خیابان پارک (انگلیسی: Park Avenue) یک بلوار در مناطق منهتن و برانکس، نیویورک است.
این خیابان که ۱۷٫۵ کیلومتر طول دارد از شرق به موازات خیابان لکسینگتون و از غرب به موازات خیابان مدیسون قرار دارد. ۵ ایستگاه خط آی‌آرتی خیابان لکسینگتون در این خیابان قرار دارد.

## ساختمان‌های شرکت‌های مهم
| - امریکن ایرلاینز در 2 Park Ave. - انجمن آسیا - بلک‌استون در ساختمان پارک خیابان ۳۴۵ - گروه مشاوره بوستون - بریستول-مایرز اسکوئیب - بریتیش ایرویز در 2 Park Ave. - سیتی‌گروپ در 399 Park Ave. - کولگیت-پالمولیو در 300 Park Ave. - شورای روابط خارجی - کورنلیوس وندر استار در 90 Park Ave. - دویچه بانک | - پوبلیسیز - فراری - هینیکن - کالج هانتر - جی‌پی مورگان چیس در ۲۷۰ خیابان پارک - کی‌پی‌ام‌جی - لیگ برتر بیس‌بال آمریکا - مازراتی - مرسدس-بنز - مت‌لایف در ساختمان مت‌لایف | - بانک ام اند تی - لیگ ملی فوتبال (آمریکا) - شرکت بیمه عمر نیویورک - وان‌ورلد در 2 Park Ave. - رید الزویر - سانوفی - سوسیته ژنرال - خدمات مشاوره تاتا - ویوندی - یوبی‌اس در 299 Park Ave. - هتل والدورف-آستوریا در 301 Park Ave. |

## نگارخانه

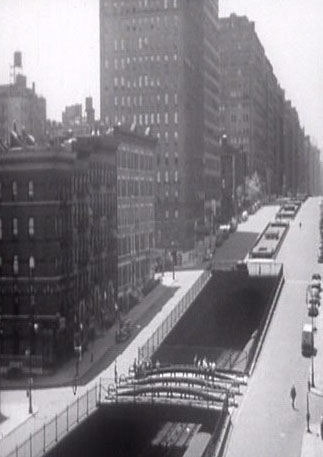
۱۹۴۱
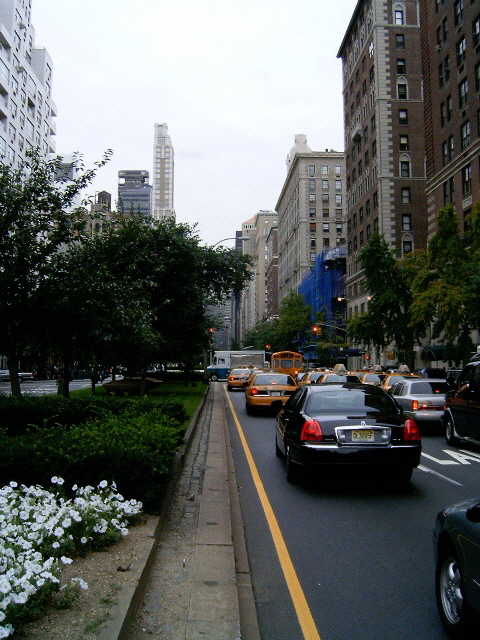
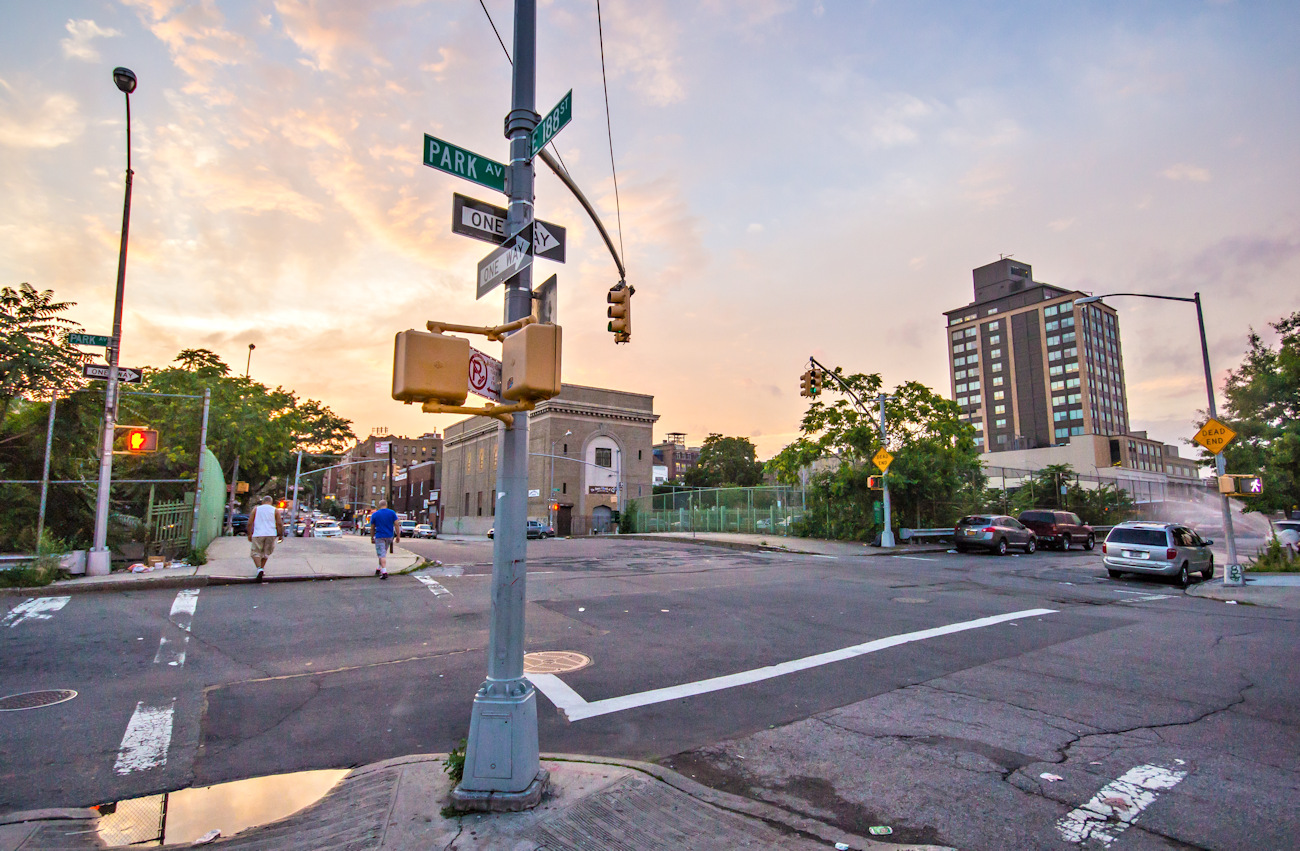
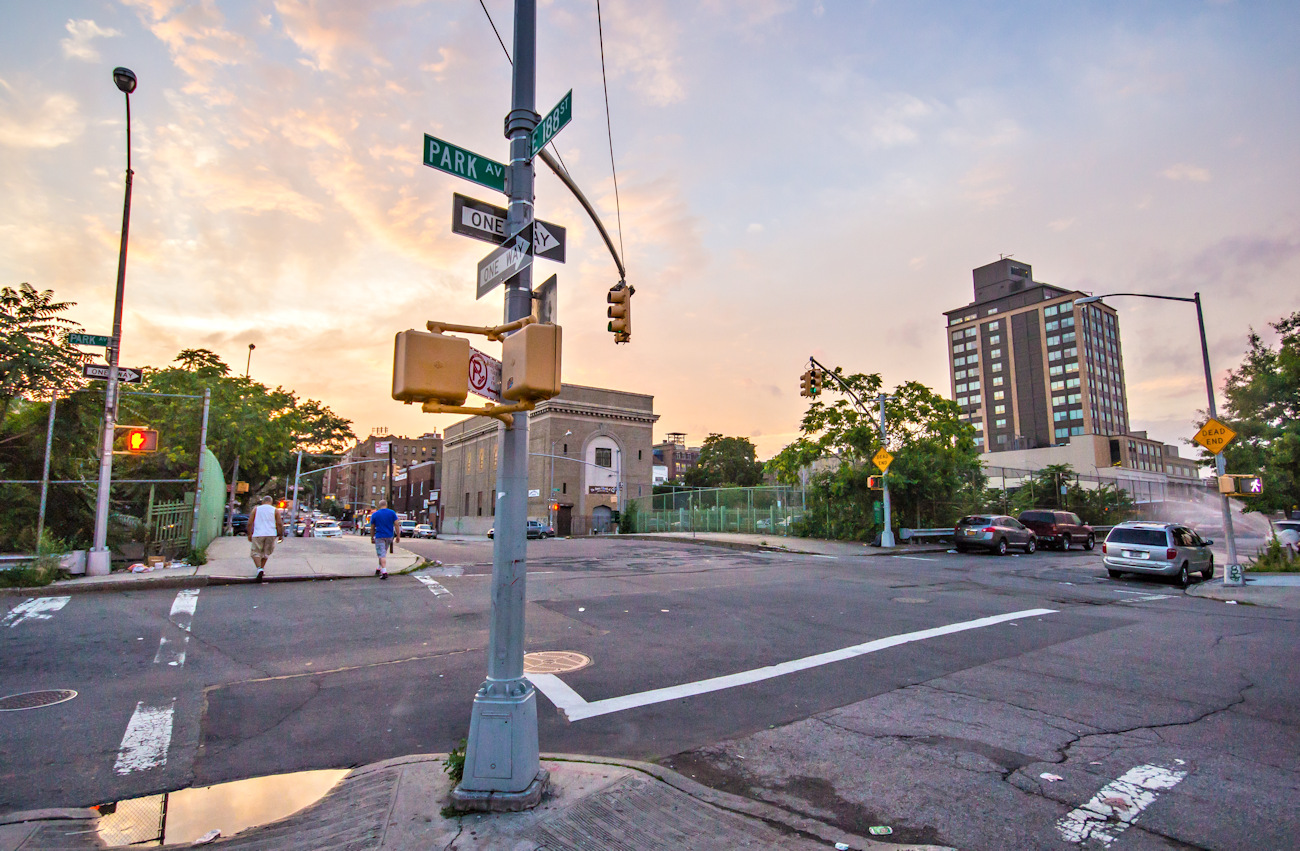
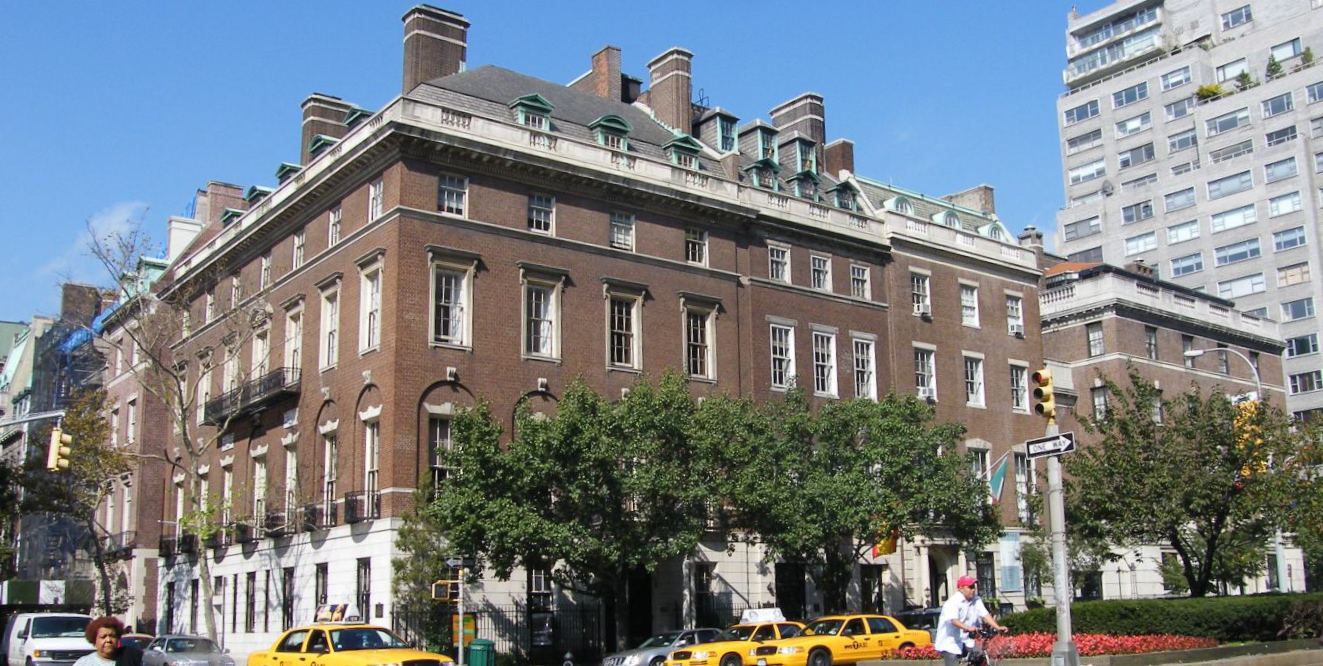
خانه هنری پی. دیویسون
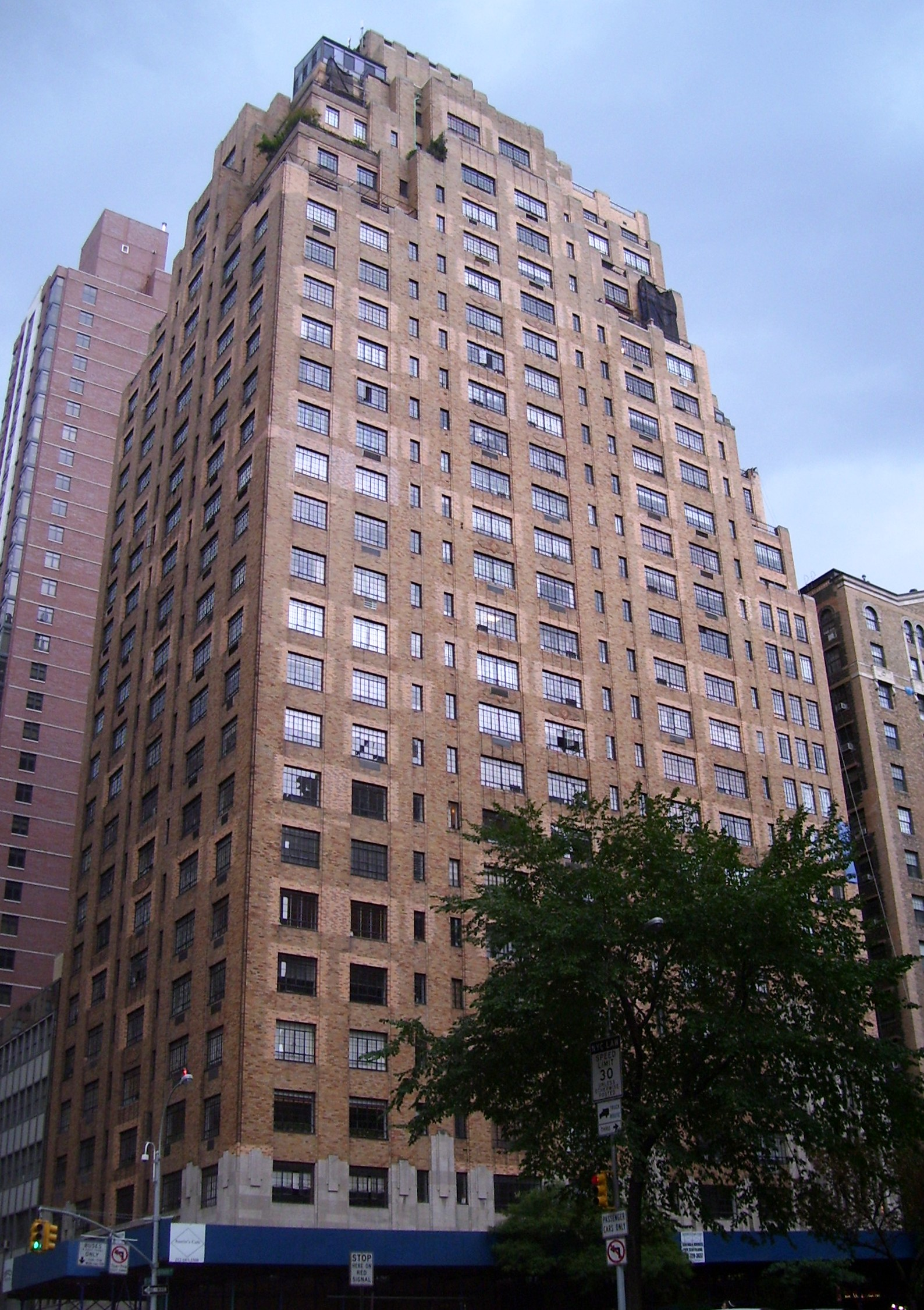
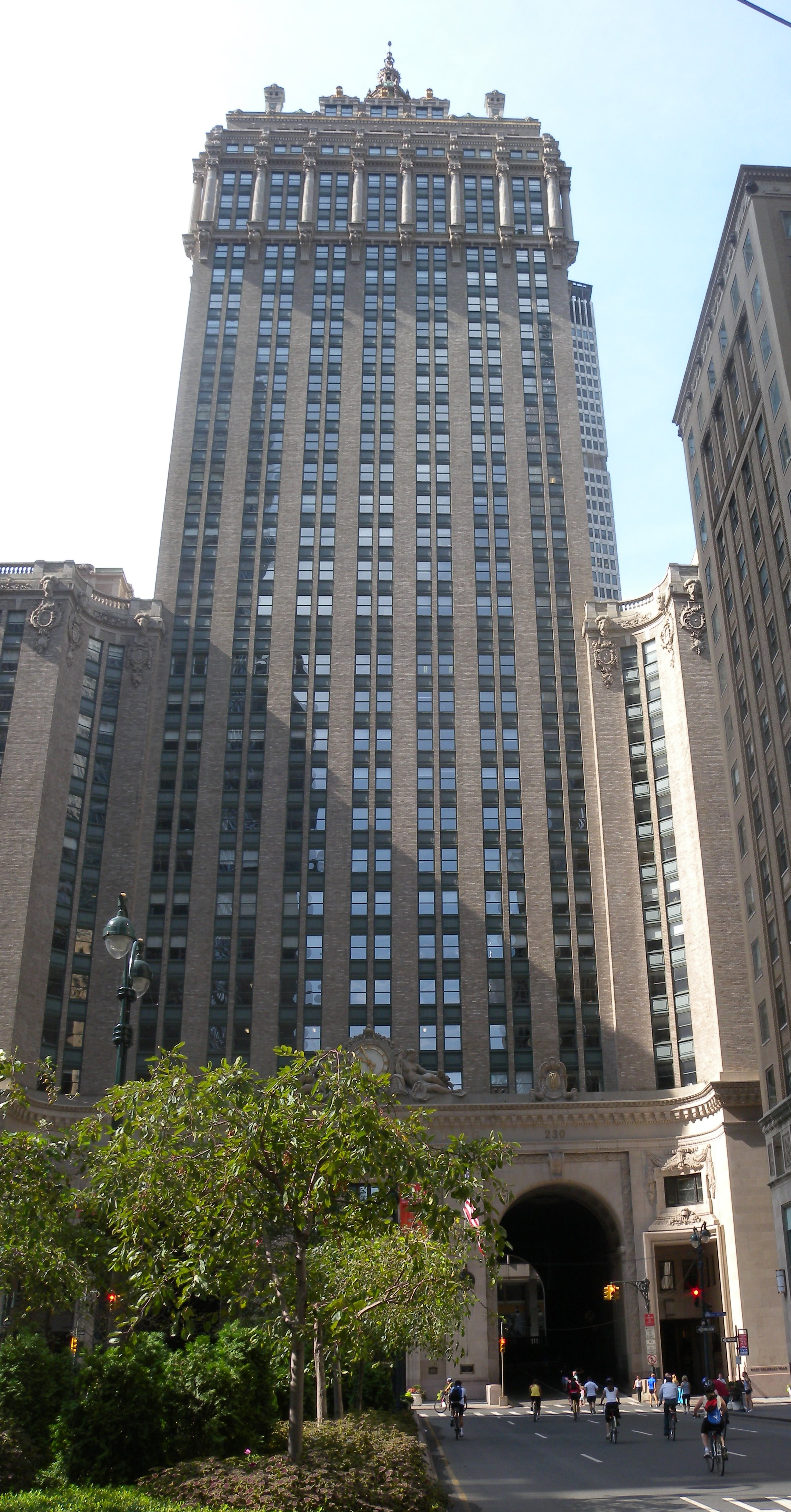
ساختمان هلمزلی